# Melanie Walker
Melanie "Mel" Walker, nota anche come Dieci, è un personaggio della serie televisiva a cartoni animati Batman of the Future, doppiata in italiano da Elisabetta Spinelli.
È ispirata a Catwoman.

## Biografia del personaggio

### L'incontro con Terry e l'arresto
Con tutta probabilità Melanie non è nata a Neo Gotham City, essendosi sempre spostata con la sua famiglia da un paese all'altro, i suoi genitori sono i successori della Banda della Scala Reale, e quindi fin da piccola Melanie è stata allenata alle tecniche di combattimento e di scasso al fine di continuare la tradizione e divenire una ladra. Di animo buono, dolce, gentile e affascinante Melanie non ha mai seriamente voluto divenire una criminale, per lei è sempre stato un modo di compiacere la sua famiglia (ed in particolare il padre), e l'unico per ricevere da loro parole di ammirazione. Cresciuta sotto un fratello distante (Jack), una madre autoritatia (Regina) ed un padre burbero (Re), Mel ha imparato fin da bambina a cavarsela da sola.
Quando a sedici anni la sua famiglia tornò a Neo Gotham per proseguire la loro attività criminale e vendicarsi di Batman (che Re accusa di essere il responsabile dello scioglimento della prima banda, come rivelerà l'episodio Wild Cards di Justice League e l'episodio Epilogo di Justice League Unlimited), la ragazza conosceTerry McGinnis, che aveva appena rotto con Dana (i due torneranno però insieme pochi giorni dopo), e i due furono subito attratti l'uno dall'altra; la loro relazione non era tuttavia destinata a durare a lungo poiché, a causa della reciproca doppia vita furono costretti più volte ad affrontarsi, inizialmente ignari delle reciproche identità, in seguito Terry scoprì la verità su Melanie e, a malincuore dovette arrestare lei e la sua famiglia, il rapporto tra Terry e Melanie fu travagliato e pieno di ostacoli ma fu anche un vero amore, e questo non sfuggì agli occhi di Bruce Wayne, che consolò Il giovane parlandogli del suo rapporto con Selina Kyle.

### Il finto rapimento della famiglia
Dieci ritorna in azione nella seconda stagione, stavolta in solitaria, cercando di derubare i soldi di alcuni boss di Neo Gotham. Quando Batman la affronta, Dieci si giustifica dicendo che i soldi le servono per liberare la sua famiglia dai Jokers e che dopo questo furto smetterà, questa dichiarazione riappacifica il cuore di Terry (che ospita in segreto Melanie in casa sua) e permetterà ai due di riprendere da dove avevano interrotto, Batman si offre inoltre di aiutarla a liberare i suoi cari dai Jokers, qualora questi si fossero redenti, e Dieci accetta, prima di entrare nel covo dei Clown inoltre, Mel da un biglietto a Batman indirizzato a Terry da dargli nel caso non ne esca viva e gli fa promettere che non lo leggerà. Entrato nel covo però, Batman viene attaccato dai Jokers e, oltre a non trovare alcun membro della Scala Reale, scopre che Melanie non lo ha seguito.
Difatti, Dieci era tornata a rubare i soldi ai boss e li aveva portati al luogo stabilito, scoprendo con stupore che colei che teneva la sua famiglia in ostaggio era... la sua famiglia, dubbiosa sulla fedeltà di Dieci. Liberatosi dalla trappola dei clown, Batman arriva nel magazzino dove è riunita la Banda della Scala Reale e riusce ad arrestare tutti i membri eccetto Melanie, che lascia fuggire. Rimasto deluso della ragazza Terry deciderà di non leggere nemmeno il biglietto che gli ha scritto, come promesso, e lo butterà via.

### L'addio alla vita criminale e il nuovo lavoro
Quando la Banda torna in azione e Jack viene arrestato, Batman va a chiedere a Melanie, ora onesta cuoca di un ristorante, se sappia qualcosa sui colpi della sua famiglia. Melanie, però, ammette di essere fuori dal giro e che vuole solo vivere normalmente come ha sempre desiderato e che, per la sua famiglia, lei non esiste. Prima che Batman se ne vada, Melanie gli chiede se Terry ha ricevuto il biglietto. Batman annuisce e Melanie risponde "capisco, anche per lui non esisto più."
Quando poi il resto della Banda viene arrestato, Jack viene liberato su cauzione dalla sorella, che gli offre un posto al ristorante, che il ragazzo accetta con gioia.
Nei fumetti Melanie indosserà di nuovo i panni di Dieci, ma stavolta, restando dalla parte di Batman come membro onorario della Bat-Family (come, per un breve periodo, fece Catwoman in passato).

## Poteri abilità
Melanie è una scassinatrice provetta e un'abilissima ladra, inoltre dimostra una grande abilità nel corpo a corpo e nelle arti marziali, tanto da tener testa anche a più avversari contemporaneamente senza alcun problema ed a creare difficoltà perfino a Batman; inoltre ha una prontezza di riflessi prodigiosa ed un'eccellente forza fisica, nonché delle doti acrobatiche a livelli olimpici.
Data l'istruzione degli altri membri della Banda della Scala Reale, si presume che Melanie sia anche un'ottima spadaccina ma non si ha mai avuto modo di vederlo.
Il padre la descrive inoltre come il membro più intelligente della banda.

### Equipaggiamento
La tuta bianca e nera di Melanie è estremamente resistente a urti, proiettili, scariche elettriche e chissà quant'altro, pare anche aumentare la resistenza fisica, dato che salta da un tetto all'altro senza farsi praticamente nulla, inoltre ha incorporato un orologio, dei visori infrarossi ed un sistema di interazione digitale per introdursi in sistemi di sicurezza elettronici nonché un telecomando per il suo aliante.
Melanie, si serve inoltre di gadget esplosivi e fumogeni ispirati alle carte da gioco terribilmente letali.
Per spostarsi Inoltre Dieci si serve di un aliante a forma di carta da gioco, che può raggiungere velocità supersoniche.